# Nathaniel Claiborne
Nathaniel Herbert Claiborne (* 14. November 1777 in Chesterfield, Sussex County, Virginia; † 15. August 1859 bei Rocky Mount, Virginia) war ein US-amerikanischer Politiker. Zwischen 1825 und 1837 vertrat er den Bundesstaat Virginia im US-Repräsentantenhaus.

## Werdegang
Nathaniel Claiborne entstammte einer bekannten Politikerfamilie. Er war der Bruder von William C. C. Claiborne († 1817), der unter anderem Gouverneur von Louisiana und US-Senator war. Nathaniel Claiborne war auch ein Neffe des Kongressabgeordneten Thomas Claiborne (1749–1812) und ein Onkel von John Francis Hamtramck Claiborne (1809–1884), der den Staat Mississippi im Kongress vertrat. Außerdem war er der Großvater von James Robert Claiborne (1882–1944), der für Missouri im US-Repräsentantenhaus saß. Darüber hinaus gab es noch weitere etwas entfernte Verwandte, die hohe politische Ämter unter anderem im Kongress bekleideten.
Claiborne besuchte die öffentlichen Schulen seiner Heimat und betätigte sich danach in der Landwirtschaft. Gleichzeitig schlug er entsprechend der Familientradition ebenfalls eine politische Laufbahn ein. Zwischen 1810 und 1812 gehörte er dem Abgeordnetenhaus von Virginia an; von 1821 und 1825 war er Mitglied des Staatssenats. In den 1820er Jahren schloss er sich der Bewegung um den späteren Präsidenten Andrew Jackson an. Bei den Kongresswahlen des Jahres 1824 wurde Claiborne im siebten Wahlbezirk von Virginia in das US-Repräsentantenhaus in Washington, D.C. gewählt, wo er am 4. März 1825 die Nachfolge von Jabez Leftwich antrat. Nach fünf Wiederwahlen konnte er bis zum 3. März 1837 sechs Legislaturperioden im Kongress absolvieren. Ab 1835 vertrat er dort als Nachfolger von William S. Archer den dritten Distrikt seines Staates. Seit dem Amtsantritt von Präsident Jackson im Jahr 1829 wurde innerhalb und außerhalb des Kongresses heftig über dessen Politik diskutiert. Dabei ging es um die umstrittene Durchsetzung des Indian Removal Act, den Konflikt mit dem Staat South Carolina, der in der Nullifikationskrise gipfelte, und die Bankenpolitik des Präsidenten.
Nathaniel Claiborne distanzierte sich in den 1830er Jahren von Jackson und schloss sich der oppositionellen National Republican Party an. In seiner letzten Legislaturperiode vertrat er diese Partei im Kongress. Von 1831 bis 1837 war er Vorsitzender des Wahlausschusses. Im Jahr 1836 wurde er nicht wiedergewählt. Nach dem Ende seiner Zeit im US-Repräsentantenhaus arbeitete Claiborne wieder in der Landwirtschaft. Politisch ist er nicht mehr in Erscheinung getreten. Er starb am 15. August 1859 in der Nähe von Rocky Mount.